# Lituus (matemáticas)

Rama para r positivo

El área del sector circular es constante.

En matemáticas, un lituus o espiral de litius es una espiral de Arquímedes en donde el ángulo es inversamente proporcional al cuadrado del radio (expresado en coordenadas polares). 
{\displaystyle r^{2}\cdot \theta =k}
Esta espiral, que tiene dos ramas, dependiendo del signo de {\displaystyle r}, es asintótica al eje {\displaystyle x}. Sus puntos de inflexión se encuentran en {\displaystyle (\theta ,r)=({\tfrac {1}{2}},{\sqrt {2k}})} y {\displaystyle ({\tfrac {1}{2}},-{\sqrt {2k}})}.
En el lituus el área del sector circular {\displaystyle OM_{1}M_{2}} es constante e igual a {\displaystyle {\frac {k^{2}}{2}}}.
La espiral fue denominada así, debida a la similitud con el lituus romano, por el matemático inglés Roger Cotes en una serie de artículos titulados Harmonia Mensurarum y fue publicada en 1722, seis años después de su muerte. 